# Östliche Zwergmanguste
Die Östliche Zwergmanguste oder Somalia-Zwergmanguste (Helogale hirtula) ist eine kaum bekannte Raubtierart aus der Familie der Mangusten (Herpestidae). Gemeinsam mit der wesentlich besser erforschten Südlichen Zwergmanguste bildet sie die Gattung der Zwergmangusten.

## Merkmale
Östliche Zwergmangusten erreichen eine Kopfrumpflänge von 20 bis 27 Zentimetern, hinzu kommt ein 15 bis 18 Zentimeter langer Schwanz. Ihr Gewicht beträgt 220 bis 350 Gramm. Ihr Fell ist überwiegend grau gefärbt, das Gesicht und der Bauch sind gelblich. Verglichen mit ihren südlichen Verwandten ist ihr Fell länger und zotteliger und weniger rötlich, auch sind ihre Pfoten schwarzbraun. Die Vorderpfoten tragen lange Krallen. Der Kopf ist kurz, die Ohren sind klein und rundlich. Die Backenzähne sind relativ kräftig gebaut.

## Verbreitung und Lebensweise

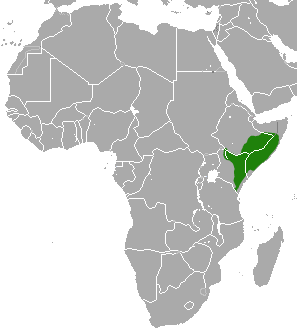
Verbreitungsgebiet der Östlichen Zwergmanguste

Östliche Zwergmangusten sind im östlichen Afrika beheimatet. Ihr Verbreitungsgebiet umfasst den Süden und Südosten Äthiopiens, den Süden Somalias und den Norden und Osten Kenias. Unbestätigte Berichte über Vorkommen dieser Art gibt es aus Dschibuti und dem nördlichen Tansania. Ihr Lebensraum sind trockene Gras- und Buschländer, aber keine geschlossenen Wälder.
Diese Tiere sind tagaktiv und leben vermutlich in Gruppen. Als Schlafplätze verwenden sie Termitenhügel und Felsspalten. Ansonsten ist über ihre Lebensweise wenig bekannt.

## Gefährdung
Zwar ist ihr Verbreitungsgebiet zerstückelt, es sind aber keine größeren Bedrohungen bekannt. Die IUCN schätzt die Gesamtpopulation als stabil ein und listet die Art als „nicht gefährdet“ (least concern).